# Santuário Basílica do Divino Pai Eterno
O Santuário Basílica do Divino Pai Eterno é um templo católico brasileiro localizado no município goiano de Trindade, sendo a única basílica no mundo dedicada ao Divino Pai Eterno.

## História
Por volta de 1848 fora construída a primeira capela coberta com folhas de buriti. Tempos depois, uma capela maior foi edificada às margens do Córrego Barro Preto. Uma terceira capela foi erguida em 1876. Já o primeiro Santuário do Divino Pai Eterno foi inaugurado em 1912. Este primeiro Santuário passou a ser mais conhecido como Santuário Velho, e é a Paróquia Matriz de Trindade.
Em 1943 Dom Emanuel Gomes de Oliveira, arcebispo de Goiás na época, fez o lançamento da pedra fundamental do atual Santuário Novo. Em 1955, apesar de todos os esforços, a obra ainda não havia saído dos alicerces. Em 1957, com a criação e instalação da Arquidiocese de Goiânia, Dom Fernando Gomes dos Santos, primeiro arcebispo dessa Arquidiocese, apresentou um projeto para a construção do Santuário. A partir de 1974 já era possível a realização da novena e festa do Divino Pai Eterno no local.
Em 1994 iniciou-se a reforma e adaptação do prédio, no sentido de dar a ele a dignidade de ser chamado “Santuário do Divino Pai Eterno”. Com ajuda dos romeiros e devotos, o templo foi totalmente reformado.

## Instalação
Foi realizado em novembro de 2006, nos dias 15, 16 e 17, um tríduo em preparação para o  título de Sacrossanta Basílica do Divino Pai Eterno, com uma celebração no dia 18 foi oficializada.
Para receber o título, o templo teve que ser dedicado, sendo ungido nas paredes, em locais marcados com doze cruzes. Somente após a dedicação é que o processo pode tramitar. Para se adequar ao título o santuário teve que passar por algumas modificações como: a melhora da capela do Santíssimo Sacramento, adequação dos elementos do presbitério (ambões, sede, altar, assentos, etc), pintura artística, recuperação dos vitrais.
No dia da instalação, foram colocados no presbitério as suas insígnias: a umbela basilical e o tintinábulo.
É ornamentado por 59 vitrais, além de outros 17 instalados na cúpula sobre o altar. Com o piso revestido por granito, possui ainda: secretaria, sacristia, copa, sala para os ministros da eucaristia e atendimento vocacional. No subsolo, existem três capelas, 20 confessionários, sala dos milagres e banheiros. A praça em torno do Santuário foi totalmente revitalizada, e uma grande rampa foi construída para facilitar o acesso de pessoas com necessidades especiais e automóveis até a porta principal do templo.

## A Festa de Trindade
A festa é realizada todo ano, iniciando-se na última sexta-feira do mês de junho e finalizando-se no primeiro domingo do mês de julho em Trindade, no estado de Goiás, onde recebe mais de 3 milhões de fiéis, durante seus 10 dias de duração.

## Escândalo
Investigações do Ministério Público de Goiás apontaram um desvio de pelo menos R$60 milhões em obras, numa trama que envolve adultério, apropriação indébita, falsidade ideológica, lavagem de dinheiro e formação de quadrilha. Mensagens de áudio apreendidas no celular do padre Robson de Oliveira, da Basílica do Divino Pai Eterno, em Trindade (GO), foram divulgadas no programa Fantástico, da Rede Globo. Nelas, o padre participa de negociações suspeitas e até sugere o assassinato de um desafeto. A quadrilha conta com o envolvimento não apenas da Igreja mas também de desembargadores, policiais e fiéis.